# Warren Truck Assembly
Warren Truck Assembly (WTAP) is een autoassemblagefabriek van DaimlerChrysler in Warren (Michigan) in de Verenigde Staten.
De fabriek werd gebouwd in 1938 en heeft sindsdien altijd trucks gebouwd. Tijdens de Tweede Wereldoorlog bouwde WTAP meer dan 400.000 voertuigen voor de geallieerden.
In 2004 werd de capaciteit van de fabriek uitgebreid door een derde werkshift toe te voegen. Dit zorgde voor 900 bijkomende banen en moest tegemoetkomen aan de grote vraag naar de producten van de fabriek. WTAP werkte toen 24 uur op 24 gedurende zes dagen per week.
Vlak bij Warren Truck ligt nog de Warren Stamping Plant waar carrosserieonderdelen worden gemaakt voor WTAP en voor minivan's en de Jeep Grand Cherokee. Warren Stamping's productie startte in 1949.

## Gebouwde modellen
| Afbeelding | Model                                            | Periode               | Aantal     |
| ---------- | ------------------------------------------------ | --------------------- | ---------- |
|            | Dodge Dakota (Standard-, Club- en Quad Cab)      | 1987-23 augustus 2011 | 2.750.000+ |
|            | Dodge Ram (1500, Standard- en Quad Cab)          | 1993+                 |            |
|            | Mitsubishi Raider (Standard-, Club- en Quad Cab) | september 2005+       |            |